# Почесні громадяни Мелітополя
Почесний громадянин міста Мелітополя — звання, що присуджується за значний внесок у розвиток Мелітополя.

## Історія
Традиція присвоєння почесного громадянства з'явилася в Російській імперії в 1785 році після виданій Катериною II Грамоти на права і вигоди містам Російської імперії.
Збереглося мало імен почесних громадян Мелітополя, які отримали це звання до Жовтневої революції. Звання «Почесний громадянин» було скасовано декретом ВЦВК і РНК від 11 (24) листопада 1917 року «Про знищення станів і цивільних чинів».
Відродження звання відбулося в 1967 році, ймовірно, на честь 125-річчя міста. У радянський період цього звання удостоїлися всього 7 чоловік.

## Присвоєння звання
Положення «Про присвоєння звання» Почесний громадянин міста Мелітополя "" говорить:

... Звання «Почесний громадянин міста Мелітополя» присвоюється за:
- Вагомий Внесок у соціально-культурний розвиток міста, активну патріотичну роботу по виховання молоді, особливі заслуги перед містом у Галузі промисловості, науки, культури, освіти, охорони здоров'я, спорту, будівництва, комунального господарства та благоустрою;
- Великі Досягнення в професійній ДІЯЛЬНОСТІ, що сприяли подалі розвитку міста, зростанню соціально-економічного и науково-технічного потенціалу міста;
- Вагомий Внесок у розвиток місцевого самоврядування;
- Суттєвий Внесок у захист інтересів міста та мешканців міста;
- Миротворчу, благодійну, милосердну, Громадську діяльність на благо міста та мешканців міста ...

Додаток до рішення Мелітопольської міської ради від 30.09.2005 № 652 Сесії IV скликання.

Звання присвоюється з 1967 року. Станом на вересень 2012 воно було присвоєно 68 разів.
Рішення про присвоєння звання «почесний громадянин м Мелітополь» приймається на сесії Мелітопольської міської ради. Громадянам, яким присвоєно це звання, вручається посвідчення та нагрудний знак у День міста Мелітополя.

## Список почесних громадян Мелітополя
Список складений на підставі експозиції «Почесні громадяни Мелітополя» в Мелітопольському краєзнавчому музеї.
| Прізвище ім'я по батькові           | Роки життя | Опис | Звання присвоєно |
| ----------------------------------- | ---------- | --- | ---------------- |
| Романов Василь Пилипович            | нар. 1897  | Радянський партійний діяч, депутат міськради, секретар міськвиконкому                                   | 05.01.1967       |
| Бронзос Костянтин Іванович          | 1890-1975  | Радянський партійний діяч, голова мелітопольського партійного комітету                                  | 05.01.1967       |
| Казарцев Олександр Ігнатович        | 1901-1985  | Учасник визволення Мелітополя, Герой Радянського Союзу                                                  | 17.10.1968       |
| Опришко Микола Олександрович        | 1922-2006  | Герой Радянського Союзу, генерал-майор авіації, викладач МІМСГ                                          | 24.03.1988       |
| Грищенко Дмитро Ілліч               | 1920-1998  | Директор заводу ім. 30-річчя ВЛКСМ                                                                      | 24.03.1988       |
| Охтирський Володимир Степанович     | 1936-2003  | Бригадир гідроагрегатного заводу, лауреат держпремії СРСР                                               | 24.03.1988       |
| Бобров Леонід Миколайович           | 1920-1998  | Герой Радянського Союзу                                                                                 | 21.10.1993       |
| Батракова Марія Степанівна          | 1922-1997  | Учасниця Німецько-радянської війни, Герой Радянського Союзу                                             | 21.10.1993       |
| Белай Євген Денисович               |            | Учасник визволення Мелітополя                                                                           | 21.10.1993       |
| Гаврилов Петро Якович               | 1912-1999  | Учасник визволення Мелітополя                                                                           | 21.10.1993       |
| Івко Федір Якович                   | нар. 1920  | Учасник визволення Мелітополя                                                                           | 21.10.1993       |
| Елькін Веніамін Якович              | 1921-1996  | Учасник Німецько-радянської війни, викладач МДПІ                                                        | 21.10.1993       |
| Карачун Володимир Григорович        | 1914-1998  | Учасник визволення Мелітополя, льотчик, Герой Радянського Союзу                                         | 21.10.1993       |
| Карлов Петро Карлович               |            | Учасник визволення Мелітополя, розвідник                                                                | 21.10.1993       |
| Кондрашов Василь Миколайович        | нар. 1916  | | 21.10.1993       |
| Мандрикін Юхим Іванович             | 1915-1998  | Герой Радянського Союзу                                                                                 | 21.10.1993       |
| Моргунов Іване Івановичу            | 1922-2010  | Учасник визволення Мелітополя                                                                           | 21.10.1993       |
| Назимок Василь Петрович             | нар. 1919  | Учасник визволення Мелітополя, артилерист                                                               | 21.10.1993       |
| Симонов Василь Петрович             | 1923-2009  | Учасник визволення Мелітополя                                                                           | 21.10.1993       |
| Швидкий Іване Антоновичу            | 1912-1980  | Учасник визволення Мелітополя, Герой Радянського Союзу                                                  | 21.10.1993       |
| Тюленєв Федір Васильович            | 1918-1997  | Учасник визволення Мелітополя, штурман, Герой Радянського Союзу                                         | 21.10.1993       |
| Федоров Іване Васильовичу           | 1920-2000  | Учасник визволення Мелітополя, льотчик, Герой Радянського Союзу                                         | 21.10.1993       |
| Шаронов Михайло Олександрович       |            | | 21.10.1993       |
| Чорних Василю Павловичу             | 1918-2000  | Учасник визволення Мелітополя, зв'язківець, працівник Моторного та «Автокольорлиту»                     | 21.10.1993       |
| Головін Анатолій Федорович          | 1929-2007  | Начальник локомотивного депо, депутат міськради                                                         | 24.11.1994       |
| Полупан Василь Прокопович           | 1920-2006  | Учасник Німецько-радянської війни, артилерист, повний кавалер Ордену Слави                              | 23.03.1995       |
| Потапов Василь Абрамович            | 1918-1996  | Учасник Німецько-радянської війни, танкіст, Герой Радянського Союзу                                     | 23.03.1995       |
| Шередегін Петро Васильович          | 1914-2002  | Учасник Німецько-радянської війни, сапер, Герой Радянського Союзу                                       | 23.03.1995       |
| Шермейстер Леонід Юрійович          | 1921-1995  | Учасник Німецько-радянської війни, композитор, викладач училища культури                                | 23.03.1995       |
| Мамаєв Іван Ігнатович               | 1923-1997  | Директор НДІ зрошуваного садівництва, Герой соц. праці, лауреат держпремії                              | 23.03.1995       |
| Лобачов Микола Гаврилович           | 1923-2015  | Учасник Німецько-радянської війни, Герой Радянського Союзу, викладач автомоторного технікуму та ЗОШ № 1 | 23.03.1995       |
| Крейзер Яків Григорович             | 1905-1969  | Учасник Німецько-радянської війни, командувач 51-й армією, Герой Радянського Союзу                      |                  |
| Костін Віктор Олексійович           | 1927-2003  | Голова міськвиконкому, перший секретар міськкому КПРС                                                   | 15.10.1998       |
| Пальчик Владислав Йосипович         | 1939-2009  | Лауреат держпремії СРСР, заслужений машинобудівник                                                      | 15.10.1998       |
| Решетняк Олександре Олександровичу  | нар. 1938  | Начальник головного корпусу моторного заводу, 1-й заступник. глави горисполкому                         | 15.10.1998       |
| Голофаст Микола Мефодійович         | нар. 1925  | Учасник Німецько-радянської війни, директор школи № 25                                                  | 15.10.1998       |
| Мохов Микола Володимирович          | 1917-2016  | Учасник Німецько-радянської війни, краєзнавець                                                          | 15.10.1998       |
| Брустінов Лев Якович                | 1915-1999  | Учасник Німецько-радянської війни, працівник швейної фабрики, заслужений раціоналізатор УРСР            | 22.09.1999       |
| Водвуденко Діанала Петрівна         | 1931-2010  | Директор палацу піонерів                                                                                | 22.09.1999       |
| Фесюк Олександр Артемійович         | 1914-2001  | Учасник Німецько-радянської війни, художник, поет                                                       | 22.09.1999       |
| Шульгін Гаврило Юрійович            | 1917-2005  | Учасник Німецько-радянської війни, композитор, викладач училища культури                                | 22.09.1999       |
| Глухов Василь Павлович              | 1928-2014  | Голова міськвиконкому (1971-77)                                                                         | 22.09.1999       |
| Шевченко Любов Аріонівна            | 1938-1999  | Директор швейної фабрики (1983-1999)                                                                    |                  |
| Олексенко Олег Іванович             | 1963-2002  | Директор олійноекстракційного заводу, Народний депутат України                                          | 24.09.2002       |
| Тимошенко Володимир Петрович        | 1935-1992  | Директор заводів «Автокольорлиту» та Моторного, лауреат держпремії УРСР                                 | 24.09.2002       |
| Гіль Наталія Федорівна              | 1923-2013  | Завідувач міськздороввідділом, головний санітарний лікар Мелітополя                                     | 29.08.2003       |
| Коваль Анатолій Семенович           | нар. 1937  | Зам. директора заводу ім. Воровського, зав. відділом підприємства «Мелітопольгаз»                       | 29.08.2003       |
| Захарі Іван Миколайович             | 1924-2012  | Учасник Німецько-радянської війни, директор заводу «Битмаш»                                             | 22.09.2006       |
| Савьолов Анатолій Борисович         | нар. 1940  | Директор гідроагрегатного заводу, проректор університету «Україна»                                      | 22.09.2006       |
| Крючков Борис Олексійович           | нар. 1935  | Голова міськвиконкому (1983-1990)                                                                       | 22.09.2006       |
| Орлов Еммануїл Лазаревич            | 1936-2013  | Лікар-кардіолог, зав. кардіологічним відділенням міськлікарні № 2                                       | 22.09.2006       |
| Чабанова Юлія Михайлівна            | нар. 1936  | Викладач училища культури                                                                               | 29.08.2007       |
| Різник Володимир Іванович           | нар. 1946  | Головний санітарний лікар Мелітополя, краєзнавець                                                       | 29.08.2007       |
| Горський Михайло Павлович           | 1924-2009  | Завуч Палацу піонерів, голова міського педагогічного товариства                                         | 29.09.2008       |
| Павлюченко Олександр Григорович     | нар. 1935  | Директор заводу ім. Воровского                                                                          | 29.09.2008       |
| Кушнарьов Артур Сергійович          | 1935-2017  | Зав. кафедрою ТДАТУ, доктор технічних наук, професор, член-кореспондент УААН                            | 28.10.2005       |
| Сірий Ігор Сергійович               | 1930-2023  | Ректор Мелітопольського інституту механізації сільського господарства (1971-1986), професор             | 22.09.1999       |
| Клейменов Петро Павлович            | нар. 1922  | Учасник Німецько-радянської війни, начальник міськвідділу міліції                                       | 28.08.2009       |
| Дядченко Лідія Василівна            | нар. 1940  | Замдиректора Палацу піонерів, директор МАН                                                              | 28.08.2009       |
| Ідрісова Міневера                   | нар. 1937  | Перша секретарка міськвідділу комсомолу, викладачка училища культури                                    | 28.08.2009       |
| Табачник Ян Петрович                | нар. 1945  | Акордеоніст, Народний депутат України                                                                   | 28.08.2009       |
| Сичов Віктор Олександрович          | 1947-2006  | Народний депутат України, міський голова Мелітополя                                                     | 27.08.2010       |
| Сичов Дмитро Вікторович             | 1972-2010  | Міський голова Мелітополя                                                                               | 27.08.2010       |
| Шишманова Катерина Пантеліївна      | нар. 1943  | | 27.08.2010       |
| Алафінова Анастасія Сергіївна       | нар. 1942  | Начальник «Мелітопольгазу»                                                                              | 27.08.2010       |
| Пономаренко Володимир Олександрович | нар. 1933  | Дослідник у галузі авіаційної та космічної медицини                                                     | 30.09.2010       |
| Гончаренко Олег Миколайович         | нар. 1959  | Поет, прозаїк, публіцист, перекладач, краєзнавець, громадський діяч                                     | 12.08.2019       |
| Ялпачик Софія Геліївна              | нар. 1937  | Педагог, громадський діяч, член правління караїмського національно-культурного суспільства «Джамаат»    | 12.08.2019       |